# Régime d'accession à la propriété
Le régime d'accession à la propriété (RAP) (en anglais : Home Buyers' Plan ou HBP) est une Politique d'aide à l'accession à la propriété du Canada via un programme d'aide à l'achat ou à la construction d'une première habitation pour les particuliers. Il permet aux détenteurs d'un REER de retirer de celui-ci jusqu'à 60 000 $ au cours d'une année sans que ce retrait ne soit imposé. 
Initialement fixé à 20 000 $ (haussé à 25 000 $ en 2009, puis 35 000 $ le 19 mars 2019), le montant maximal est fixé à 60 000 $ depuis le 17 avril 2024 suite au budget fédéral de 2024 (en).

## Conditions
Le RAP peut être utilisé pour soi-même ou pour un proche handicapé. Il peut également être combiné avec un conjoint, c'est-à-dire que les deux membres d'un couple peuvent chacun retirer jusqu'à 35 000 $ pour l'achat d'une même habitation. Pour se prévaloir du régime d'accession à la propriété, il faut remplir certaines conditions :
- être considéré un premier acheteur;
- avoir une entente écrite pour acheter ou construire une maison pour soi-même ou pour une personne handicapée à qui l'on est lié;
- avoir l'intention d'occuper l'habitation comme lieu principal de résidence dans l'année suivant l'achat ou la construction de l'habitation[1].

Celui qui retire un montant de son REER dans le cadre du régime d'accession s'engage à remettre le montant dans son REER, voire dans un autre REER, sur 15 ans. Sur les montants non remboursés, le contribuable devra payer l'impôt sur le revenu, en plus des crédits d'impôt, le cas échéant.

## Historique
Le RAP est annoncé dans le budget fédéral canadien de 1992 par le ministre des Finances Don Mazankowski avec un montant maximal fixé à 20 000 $. La mesure entre en vigueur le jour du budget (25 février 1992) et doit, au moment de son annonce, être de nature temporaire et expirer le 1er mars 1993,. Dans sa première version, le régime n'est pas limité à l'achat d'une première maison puisque la définition d'habitation admissible comprend tout logement situé au Canada.
Le régime, également adopté par le gouvernement du Québec lors du budget 1992, connaît un certain succès et est prolongé jusqu'au 1er mars 1994 à la fin de l'année 1992,.
Lors du budget fédéral de 1994, le ministre des Finances Paul Martin annonce une refonte du RAP, prolongé indéfiniment après le 1er mars 1994, mais désormais limité à l'achat d'une première maison,,.
Le RAP est inchangé jusqu'au budget fédéral de 2009 (en) lorsque le montant maximal de retrait est haussé de 20 000 $ à 25 000 $ afin d'encourager l'achat ou la construction de logement en pleine crise économique. Le montant maximal de retrait est ensuite inchangé pendant 10 ans, il passe à 35 000 $ à partir du 20 mars 2019.
Le montant maximal est haussé une troisième fois le 17 avril 2024 à 60 000 $ dans le cadre du budget fédéral de 2024 (en),.
|                                                                                             |
| Gouvernement en place- Parti libéral - Parti conservateur - Parti progressiste-conservateur |

#### Textes législatifs
- Loi modifiant la Loi de l’impôt sur le revenu, le Régime de pensions du Canada, la Loi sur l'interprétation des conventions en matière d'impôts sur le revenu, la Loi sur la cession du droit au remboursement en matière d'impôt, la Loi sur l'assurance-chômage et certaines lois connexes, LC 1992, ch. 24  (lire en ligne, consulté le 18 novembre 2024)
- Loi modifiant la Loi de l’impôt sur le revenu, LC 1994, ch. 8  (lire en ligne, consulté le 10 avril 2023)
- Loi modifiant la Loi de l’impôt sur le revenu et les Règles concernant l’application de l’impôt sur le revenu, LC 1995, ch. 3  (lire en ligne, consulté le 10 avril 2023)